# Avi Gabbay
Avraham "Avi" Gabbay (în ebraică: אַבְרָהָם "אָבִי" גַּבַּאי,  născut la 22 februarie 1967 la Ierusalim) este un om de afaceri și om politic israelian, în anii 2017-2019 lider al Partidului Muncii din Israel, 
A fost directorul general al companiei israeliene de telecomunicații Bezek între anii 2007-2013, iar între anii 2015-2016 a fost ministrul mediului înconjurător în guvernul de centru-dreapta al lui Binyamin Netanyahu, din partea partidului de centru Kulànu (Noi toți). În anii 2020-2021 a fost directorul general al trustului israelian de comunicații Cellcom, din 2022 - al companiei de telecomunicații „Partner”.

## Biografie

### Copilărie și tinerețe
Avi (Avraham) Gabbay s-a născut și a crescut în cartierul Baka din Ierusalim ca al șaptelea din cei opt copii ai lui Moïse  și Sara Gabbay, imigranți evrei din Casablanca, Maroc. Tatăl său, venit în Israel în anul 1964, a lucrat la un garaj al companiei de telefoane „Bezek”, pe atunci companie de stat. Mama sa a lucrat la un cămin de copii al Asociației Akim pentru copii cu handicap motoriu. Gabbay a lucrat în copilărie, în vacanțe, la locul de muncă al tatălui său. 
A studiat la școala primară Geulim , unde a fost identificat ca un elev dotat în mod deosebit. Apoi a învățat la prestigiosul Gimnaziu ebraic Rehavia , tot din Ierusalim. După bacalaureat, a făcut serviciul militar obligatoriu în corpul de informații al armatei israeliene, ajungând la gradul de locotenent. Dupa eliberarea din armată, a făcut studii de licență în economie și apoi master în gestiune de afaceri la Universitatea Ebraică din Ierusalim
Gabbay a continuat serviciul militar în rezervă, din care s-a eliberat cu gradul de maior.

### Cariera la compania Bezek
Gabbay și-a început cariera lucrând vreme de 4 ani și jumătate în departamentul bugetar al Ministerului de finanțe. În anul 1999 a fost angajat la compania Bezek ca asistent al directorului general Ami Harel. Harel a fost foarte impresionat de talentul și profesionalismul lui Gabbay și mai târziu a afirmat că Gabbay a devenit mâna sa dreaptă. A fost numit curând vicedirector al departamentului de cadre al companiei, și la scurtă vreme după aceea vicedirector al departamentului de economie și regulații. Din 2003 a fost directorul al companiei subordonate „Bezek International” iar între 2007-2013 a devenit directorul general al companiei „Bezek” înseși, care între timp a fost privatizată.
Sub conducerea sa, compania Bezek, a fost confruntată cu politica de deschidere pentru concurență a pieții telefoniei din Israel și a investit sume remarcabile pentru întemeierea rețelei de internet rapid NGN.
În cursul activității sale la „Bezek”, prin salarii, bonusuri și opțiuni,  Gabbay a devenit un om înstărit și magazinul „Forbes” apreciază ca posedă o avere de circa 14 milioane de dolari. Înainte de a intra în politică a încercat, fără succes, să achiziționeze controlul asupra companiei aeriene naționale a Israelului, El Al, care este și ea privatizată.
În anul 2016 Gabbay a devenit ca voluntar președintele directoratului asociației filantropice Yadid care ajută persoane cu resurse financiare reduse să-si obțină drepturile la ministerele de resort.

### Cariera politică
În anul 2015, în preajma alegerilor legislative,  Gabbay s-a numărat printre fondatorii noului partid de centru „Kulanu” condus de Moshe Kahlon și a condus apoi, cu succes, campania electorală a partidului.
Deși nu a fost ales în Knesset, el a fost cooptat în noul guvern  de coaliție al premierului Netanyahu, ca ministru al ocrotirii  mediului înconjurător din partea partidului „Kulanu”. 
Ca ministru a elaborat un program de reducere a poluării în zona Haifa cu 50 % până în anul 2018, a căutat sa încurajeze avansarea folosirii vehiculelor electrice hibride cu un nivel redus de poluare a aerului, a condus preluarea de către Societatea de servicii pentru calitatea mediului inconjurator  a programului de reabilitare a terenurilor evacuate de bazele militare și de industria militară. A trecut prin parlament legea prin care magazinele au fost obligate să perceapă pentru fiecare pungă de plastic o sumă de 10 agorot (piaștri) destinată unor  proiecte de ocrotirea mediului înconjurător („Legea pungilor de plastic”).
La 27 mai 2016 a demisionat din guvern in semn de protest contra numirii lui Avigdor Lieberman, liderul partidului de dreapta „Israel, vatra noastră” în funcția de ministru al apărării. El a văzut în această numire o deviere spre o linie politică mai intransigentă în relațiile cu vecinii arabi. La 29 decembrie 2016 el a anunțat că se alătură Partidului Muncii, aflat în opoziție în cadrul blocului „Tabăra Sionistă” (Hamahanè Hatzionì), iar la 4 martie 2017 s-a declarat candidat la conducerea acestui partid.
La prima rundă a alegerilor din cadrul Partidului Muncii, s-a clasat pe locul secund cu 27.08% din voturi. după Amir Peretz care a obținut 32.7%.
La al doilea tur de scrutin din 10 iulie 2017 Gabbay a câștigat cu 52.4% din voturi.
Ulterior Gabay a îndepărtat-o pe Tzipi Livni din conducerea blocului Tabăra Sionistă, care a încetat curând să mai existe, și s-a prezentat la alegerile parlamentare din 9 aprilie 2019 in fruntea listei Partidului Muncii. Partidul, confruntat nu numai cu un bloc de dreapta întărit, dar și cu opoziția de centru condusă de blocul Albastru Alb,  a suferit cea mai mare înfrângere din istoria sa, până atunci, obținând doar șase mandate în Knesset. În timpul eforturilor premierului Netanyahu de a forma un nou guvern de coaliție, contactele lui Gabay cu Netanyahu au fost dezvăluite de presă și nu au avut vreun rezultat. La 11 iunie 2019 Gabay a anunțat ca nu va mai candida pentru conducerea Partidului Muncii. În locul său a fost ales Amir Peretz.

### Viața particulară
Gabbay locuiește în cartierul Tel Baruch din Tel Aviv. El este căsătorit cu Ayelet, evreică imigrată din Australia, om de calculatoare și profesoară de engleză la un liceu din Tel Aviv. Ei au trei fii.
În viața sa privată, Gabbay se ocupă mult cu sportul, participând în trecut la mai multe întreceri de maraton.
Gabbay mai a fost activ în două asociații filantropice, una care acordă asistență familiilor care au pierdut rude din cele mai apropiate în timpul serviciului militar, și alta care promovează angajarea de persoane cu handicap în activități de reciclarea electronicelor.